# Edizioni Labor
La Edizioni Labor è stata una casa editrice italiana con sede a Milano attiva dal 1934 al 1970.

## Storia
Venne fondata nel marzo del 1934 da Daniele Ercoli e Luigi Bertana con sede in viale Beatrice d'Este, 34 a Milano.
L'azienda nacque per distribuire dalla metà degli anni '30, su tutto il territorio italiano, il Dizionario Enciclopedico Moderno per diffondere la conoscenza della lingua italiana. Successivamente furono pubblicati L'Enciclopedia Medica per tutti e l'Enciclopedia del ragazzo italiano. Cessò l'attività nel 1970.

## Catalogo parziale
- Dizionario Enciclopedico Moderno (4 volumi)[2]
- Enciclopedia Medica per tutti (2 volumi)[3]
- I Santi Evangeli[4]
- Enciclopedia del ragazzo italiano[5]
- Geographica
- Il libro d’oro della donna
- Animali (5 volumi)
- Viaggio nei paesi del cielo[6]
- Mondo verde. La vita delle piante (2 volumi)
- Guida alla fauna marina costiera del Mediterraneo